# Tolsende
Het dorp Tolsende (ook: Tolseynde, Totelsende, Tholsende) lag ten oosten van Yerseke, tot het door de Sint-Felixvloed van 1530 en de Allerheiligenvloed van 1532 werd weggevaagd.
Van het dorp Tolsende wordt voor het eerst melding gemaakt in 1275. Nadat het in 1439 al eens eerder gedeeltelijk verloren was gegaan, verdween het definitief bij de stormen van 1530 en 1532. In 1656 en 1669 werden gedeeltes van het dorp herdijkt en bij Kruiningen en Yerseke gevoegd.
De naam leeft nog voort in de Olzendepolder ten zuiden van Yerseke. Tegenwoordig zijn de restanten van het dorp nog goed te zien op satellietfoto's.

## externe link
https://www.omroepzeeland.nl/nieuws/130976/Terug-in-de-tijd-bekijk-een-verdronken-middeleeuws-dorp-in-de-Oosterschelde